# Jordskælvet på Java 2006
Jordskælvet på Java 2006 ramte kl. 5.54 lokal tid den 27. maj i det Indiske Ocean ca. 25 km sydsydvest for byen Yogyakarta på Java i Indonesien. Jordskælvet målte 6,2 på richterskalaen og har kostet mere end 5.800 mennesker livet. Samtidig er mindst 36.300 mennesker blevet skadet, og henved 200.000 har mistet deres bolig.
Der har siden hovedskælvet været omkring 450 efterskælv.
Vulkanen Merapi på Java har udsendt gas- og støvskyer samt enkelte lavastrømme, og myndighederne har evakueret ca. 650 beboere fra området, idet man frygter et vulkanudbrud som eftervirkning af jordskælvet.
- Wikimedia Commons har flere filer relateret til Jordskælvet på Java 2006

7°57′43″S 110°27′29″Ø / 7.962°S 110.458°Ø